# 4856 Сіборг
4856 Сіборг (4856 Seaborg) — астероїд головного поясу, відкритий 11 червня 1983 року.
Тіссеранів параметр щодо Юпітера — 3,384.